# Istočnoabnački jezik
Istočnoabnački jezik (eastern abnaki; ISO 639-3: aaq), jezik Indijanaca Abenaki koji su govorila neka plemena na području današnje američke države Maine, to su Amaseconti, Androscoggin ili Arosaguntacook, Kennebec, Ossipee, Penobscot, Pigwacket ili Pequawket, Rocameca, Wewenoc i današnji Istočni Abenaki iz Wolinaka (Becancour) na Trois-Rivieres, Quebec, Kanada.
Nakon ratova s Englezima odselili su u Kanadu, a u SAD-u ovaj jezik danas više nitko ne govori. Pripadnici etničke grupe danas govore francuski u Kanadi ili engleski u SAD-u. Posljednja govornica dijalekta penobscot bila je Valentine Ranco.

## Vanjske poveznice
- Ethnologue (14th)
- Ethnologue (15th)

Ethnologue (16th)